# Teresa del Riego

Teresa del Riego (1908)

Teresa Clotilde del Riego (verh.: Teresa Leadbitter; * 7. April 1876 in London; † 23. Januar 1963 ebenda) war eine englische Pianistin, Geigerin und Komponistin spanischer Abstammung.
Del Riego studierte bei Paolo Tosti. Während des Zweiten Weltkrieges trat sie bei Veranstaltungen zu Gunsten der englischen Kriegsbeteiligung auf. Sie komponierte mehr als dreihundert Lieder und Balladen, von denen besonders O Dry Those Tears (1901) und Homing (1917) großen Erfolg hatten.